# Скаени (Бузау)
Скаени (рум. Scăeni) насеље је у Румунији у округу Бузау у општини Бозиору. Oпштина се налази на надморској висини од 610 m.

## Становништво
Према подацима из 2002. године у насељу је живело 84 становника, од којих су сви румунске националности.